# إسماعيل بن مسلم العبدي
إسماعيل بن مسلم , أبو محمد القاضي البصري, العبدي . قاضي قيس جزيرة من اليمامة. وهو أحد رواة الحديث وهو ثقة.

## روايته للحديث النبوي
- روى عَن أبي المتَوَكل فِي الْوضُوء والبيوع والأشربة وَمُحَمّد بن وَاسع فِي الْحَج وَسَعِيد بن مَسْرُوق فِي الضَّحَايَا
- روى عَنهُ أَبُو نعيم وعبيد الله بن عبد الْمجِيد وعثمان بن عمر العبدي ووكيع وَابْن عُيَيْنَة وروح بن عبَادَة.[3]

## أقوال العلماء فيه
الجرح والتعديل
- قال أبو جعفر الطحاوي : مقبول الرواية ثبت فيها.
- قال أبو حاتم الرازي : ثقة صالح الحديث.
- قال أبو دواد السجستاني : ثقة.
- قال أبو زرعة الرازي : ثقة.
- قال أحمد بن حنبل : ليس به بأس، ثقة.
- قال أحمد بن شعيب النسائي : ثقة.
- قال ابن حجر العسقلاني : ثقة.
- قال الدارقطني : ثقة.
- قال الذهبي : ثقة.
- قال سبط ابن العجمي : ثقة نبيل.
- قال شعبة بن الحجاج : صدوق صدوق.
- قال وكيع بن الجراح : ثقة.
- قال يحيى بن معين : ثقة.
- قال يعقوب بن سفيان الفسوي : ثقة.